# Pias (Ferreira do Zêzere)
Pias ist eine Gemeinde (Freguesia) im portugiesischen Kreis Ferreira do Zêzere. In ihr leben 453 Einwohner (Stand 30. Juni 2011).